# 2003年臺東成功地震
2003年臺東成功地震發生於2003年12月10日台灣時間12時38分，震央位於臺東外海，即臺東成功地震站東南方4.3公里處，震源深度17.7公里，芮氏規模6.4。此次地震造成16人輕傷，多處建築、道路、橋樑龜裂或倒塌，小港、金樽、新港、南寮漁港受損，海堤震毀。